# Usme
Usme ist der 5. Stadtbezirk (localidad) im äußersten Südosten der kolumbianische Hauptstadt Stadt Bogotá. Seine Fläche beträgt 21.556 Hektar (allein der ländliche Raum umfasst 18.307 Hektar), was 13,18 Prozent der Gesamtfläche Bogotás entspricht, und seine Bevölkerung etwa 430.000 Menschen.

## Geschichte
Als San Pedro de Usme wurde der Ort 1650 gegründet, der sich im Lauf der Jahre fast vollständig zu einem ländlichen Charakter entwickelte. Haupterwerbsquelle der Bevölkerung war die Landwirtschaft, welche auch heute noch wichtiger Bestandteil für die Versorgung der Hauptstadt mit Lebensmitteln und Baumaterialien ist. Der Ortsname stammte von einer Frau namens Usminia, einer Indigenen der Muisca-Kultur, die mit Kaziken im alten Bacatá (Bogotá) befreundet war.
Im Jahr 1911 wurde Usme zur eigenständigen Gemeinde, wo allerdings schwere Konflikte und Kämpfe zwischen Siedlern, Mietern und Pächtern um Landbesitz dominierten. Diese Situation änderte sich in der Mitte des 20. Jahrhunderts, als das Land für die landwirtschaftliche Produktion parzelliert wurde und den Weg für die Versorgung der nahen Hauptstadt Bogotá mit Baustoffen aus Ziegeleien und Sandgruben freigegeben hatte. 1972 wurde Usme Teil der Metropolregion Bogotá.

## Grenzen
- Nord: San Cristóbal (4. Stadtbezirk), Rafael Uribe Uribe und Tunjuelito
- Süd: Sumapaz (20. Stadtbezirk)
- Ost: die Gemeinde von Chipaque, Cundinamarca
- West: Río Tunjuelo und Ciudad Bolívar (Bogotá) (19. Stadtbezirk)